# Нету, Рикарду Жорже
Рикарду Жорже да Кошта Нету (порт. Ricardo Jorge da Costa Neto; родился 26 августа 2008 года в Лиссабоне, Португалия) — португальский футболист, защитник юношеской команды клуба «Бенфика».

## Клубная карьера
Рикарду начинал карьеру в лиссабонском «Агилаше», откуда в 2018 году он ушёл в систему именитой «Бенфики». В феврале 2025 года защитник подписал со своим клубом первый профессиональный контракт.

## Карьера в сборной
С 2023 года Рикарду выступает за Португалию на юношеском уровне. В 2025 году в составе сборной Португалии до 17 лет он принимал участие на юношеском чемпионате Европы в Албании. Там защитник целиком отыграл матч открытия со сборной Албании (до 17 лет), а также выходил на замену в поединке с немцами и финальной встрече с французами. По итогам турнира Рикарду и его национальная сборная стали чемпионами Европы среди юношей. Суммарно защитник провёл 14 матчей за юношеские португальские сборные.

## Достижения
Сборная Португалии (до 17 лет)
- Чемпион Европы (до 17 лет) (1): 2025